# Przekładanka
Przekładanka (ang. Crossover) – jeden z elementów łyżwiarskich zaliczanych do sekwencji kroków. Jest to podstawowy krok łyżwiarski polegający na nabieraniu przez łyżwiarza prędkości przekładając nogi podczas jazdy po łuku lub kole. Przekładankę można wykonywać podczas jazdy do przodu (ang. forward) lub do tyłu (ang. backward) w kierunku zgodnym z ruchami zegara (ang. clockwise) lub w kierunku przeciwnym (ang. counterclockwise). Górna część ciała jest zwrócona przodem do wewnątrz łuku lub koła z wyciągniętymi rękoma, zaś wzrok łyżwiarza skierowany jest najczęściej (choć nie zawsze) w kierunku jazdy. Przekładanka jest podstawowym ruchem we wszystkich konkurencjach łyżwiarskich przed wykonaniem innych elementów.

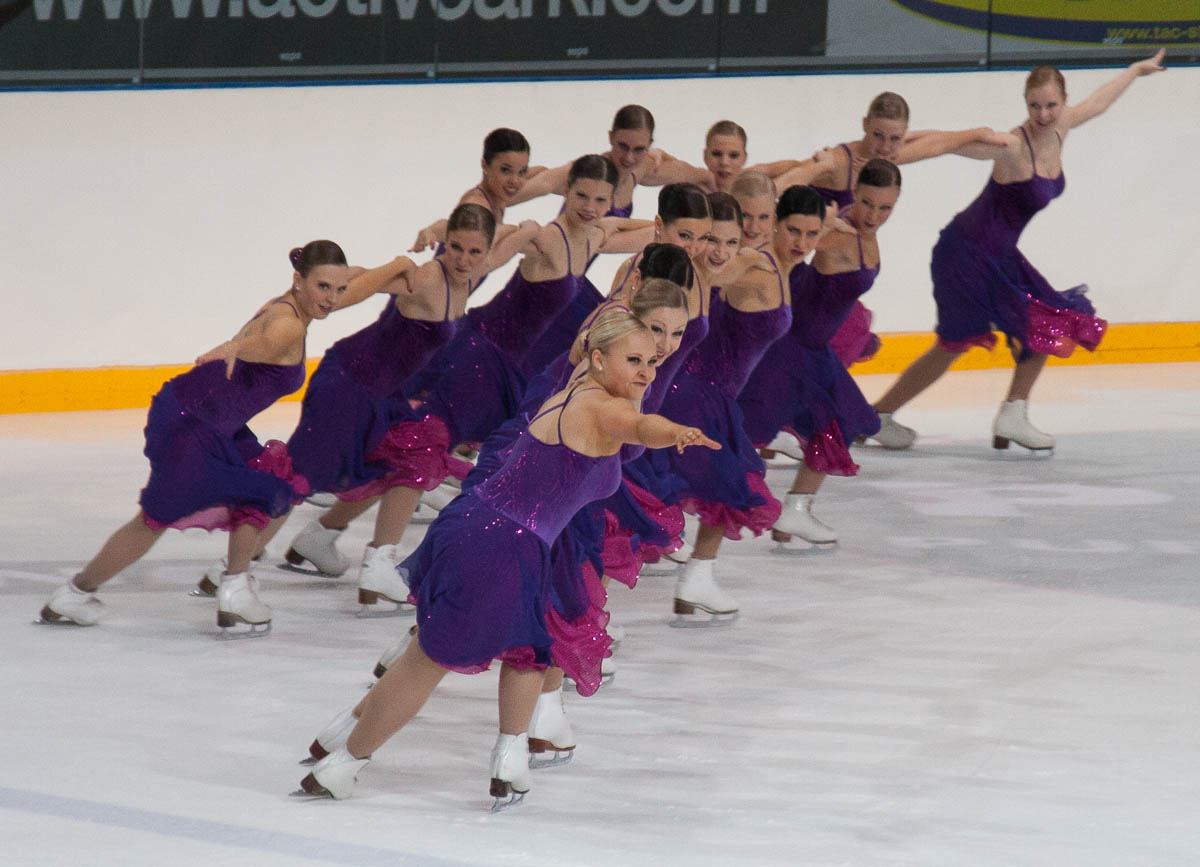
Backward counterclockwise crossover (Golden Blades)
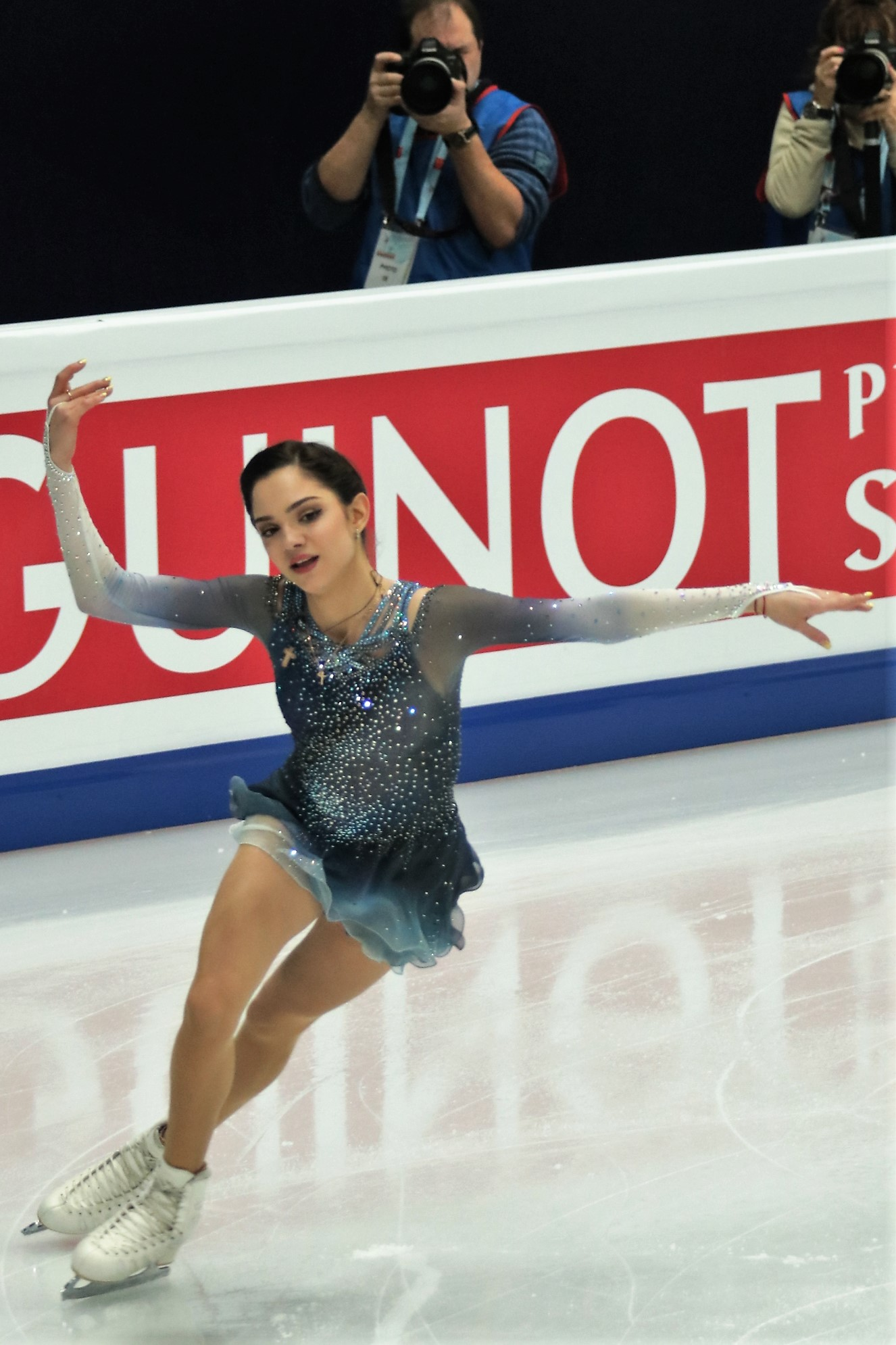
Forward counterclockwise crossover (Jewgienija Miedwiediewa)
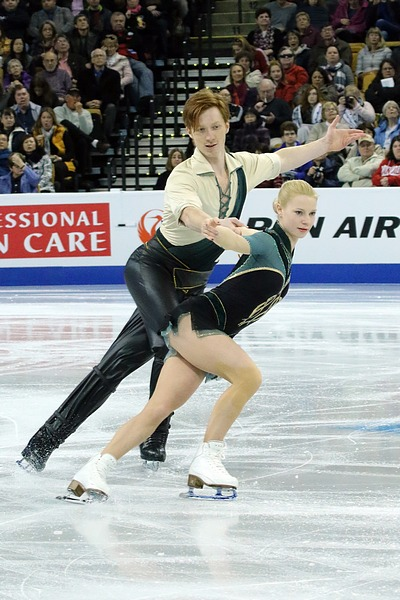
Backward clockwise crossover (bez patrzenia w kierunku jazdy) (Jewgienija Tarasowa / Władimir Morozow)
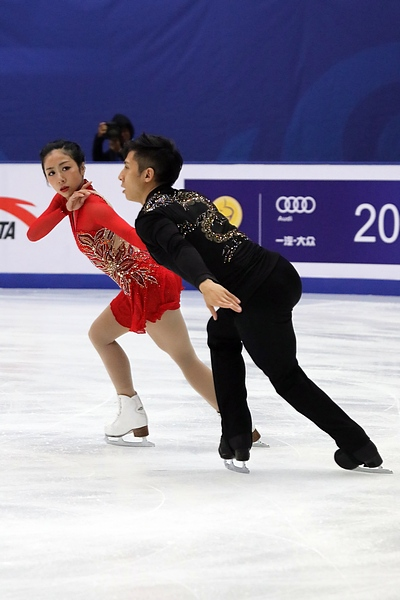
Backward clockwise crossover (Sui Wenjing / Han Cong)